# Ver-te Mar
Ver-te Mar é o quinto álbum do grupo brasileiro de axé music Babado Novo, lançado em 19 de dezembro de 2006 e o DVD em 16 de fevereiro de 2007, sendo o último álbum do grupo com a vocalista Claudia Leitte. O álbum trouxe três singles: "Insolação do Coração", "Doce Paixão" e "Pensando em Você", todos eles pegaram número um nas paradas musicais brasileiras.

## Informações
O álbum foi batizado com o nome da música composta por Carlinhos Brown e Michael Sullivan. A dupla assina também a composição do primeiro single do trabalho "Insolação do Coração", sucesso nas principais rádios de todo o País. O CD contém 14 faixas, incluindo o xote "Abra Aí", de Luiz Caldas, com a participação especial de Targino Gondim (autor do sucesso "Esperando na Janela", gravado por Gilberto Gil). Foi relançado no início de 2007, em uma versão que inclui o disco junto com um DVD ao vivo. Uma regravação da canção "To Sir With Love" da cantora Lulu, para o filme To Sir, with Love, faria parte do álbum, a pedido do marido de Claudia Leitte. Portanto, a canção não fez o corte final para a lista de faixas, não sendo lançada.

### DVD
O DVD tem duração aproximada de 63 minutos e inclui um pocket show com oito músicas dos álbuns "O Diário de Claudinha" e "Ver-te Mar", entre elas "Bola de Sabão", "Pensando em Você", "Stay", "A Camisa e o Botão", "Doce Paixão", "Ver-te Mar", "Amantes Cinzas" / "O Jogo da Rima II" e "Insolação do Coração". Durante as músicas são intercaladas imagens em preto e branco de Claudia Leitte comentando sobre as faixas presentes no show, além de falar da sonoridade da banda no CD "Ver-te Mar". Nos bônus é possível ver as imagens que estão intercaladas entre as faixas do show de modo completo. Um videoclipe ao vivo de "Pensando em Você" com participação especial de Henrique Cerqueira também está nos bônus. O áudio do show foi dirigido por Mikael Mutti e o vídeo dirigido por Toth Brondi. O DVD foi lançado apenas em pack com o CD em tiragem limitada. Não foi lançado separado do CD. O show foi gravado na Trapiche Barnabé em Salvador, Bahia, no dia 9 de novembro de 2006.

## Recepção da crítica
| Críticas profissionais | Críticas profissionais |
| Avaliações da crítica  | Avaliações da crítica  |
| Fonte                  | Avaliação              |
| ---------------------- | ---------------------- |
| Notas Musicais         | 3 de 5 estrelas.       |
| Terra                  | (Positiva)             |
| Folha de S. Paulo      | (Positiva)             |
| O Globo                | (Positiva)             |

O álbum Ver-te Mar foi o álbum da banda Babado Novo mais bem recebido pela crítica brasileira. O jornalista José Flávio Júnior da Folha de S. Paulo ressaltou em um artigo que o único álbum digno de nota da banda é o Ver-te Mar. Na crítica do site Terra, foi ressaltado que o álbum tem muito do sotaque de Carlinhos Brown, compositor das faixas Insolação do Coração, Ver-te Mar e Amantes Cinzas. A crítica afirma que o álbum segue a fórmula que tudo o que já se produziu na recente música pop baiana. Mas tem Claudia Leitte em sua melhor forma - inclusive vocal. E isso já é meio caminho para o álbum dar certo.

## Lista de faixas

### CD
| N.º            | Título                                                     | Compositor(es)                                                 | Duração |  |
| 1.             | "Insolação do Coração" (participação especial: Dog Murras) | Carlinhos Brown Michael Sullivan                               | 3:39    |  |
| 2.             | "Doce Paixão"                                              | Ramon Cruz                                                     | 3:41    |  |
| 3.             | "E Mesmo Que A Lua Vá"                                     | Sérgio Rocha                                                   | 3:06    |  |
| 4.             | "Pedindo Um Pouco Mais" (Innegable)                        | Claudia Brant, Lindy Robbins - Versão: Dudu Falcão             | 3:56    |  |
| 5.             | "Ver-te Mar"                                               | Brown Sullivan                                                 | 3:47    |  |
| 6.             | "Recife de Fora"                                           | Durval Luz Luciano Pinto Alan Moraes Nino Balla Anderson Silva | 3:02    |  |
| 7.             | "Abra Aí"                                                  | Luiz Caldas Durval Caldas                                      | 2:46    |  |
| 8.             | "Coladinho"                                                | Adson Tapajós Rocha Zeca Brasileiro                            | 3:25    |  |
| 9.             | "Banho de Chuva"                                           | Tapajós Rocha Brasileiro                                       | 3:35    |  |
| 10.            | "Rock Tribal"                                              | Alain Tavares Gilson Babilônia                                 | 2:53    |  |
| 11.            | "Distante de Você"                                         | Luz Pinto Moraes Balla Nivaldo Cerqueira Carlinhos Pitanga     | 3:40    |  |
| 12.            | "Pensando em Você"                                         | Henrique Cerqueira                                             | 3:46    |  |
| 13.            | "Stay"                                                     | Claudia Leitte Rocha                                           | 3:35    |  |
| 14.            | "Amantes Cinzas" (participação especial: Carlinhos Brown)  | Brown Arnaldo Antunes                                          | 3:05    |  |
| Duração total: | Duração total:                                             | Duração total:                                                 | 45:06   |  |

### DVD
| N.º            | Título                                                                          | Compositor(es)                                  | Duração |  |
| 1.             | "Bola de Sabão"                                                                 | Ramon Cruz                                      |         |  |
| 2.             | "Pensando em Você"                                                              | Henrique Cerqueira                              |         |  |
| 3.             | "Stay"                                                                          | Claudia Leitte Sérgio Rocha                     |         |  |
| 4.             | "A Camisa e o Botão"                                                            | Jauperi Tenison Del Rey                         |         |  |
| 5.             | "Doce Paixão"                                                                   | Cruz                                            |         |  |
| 6.             | "Ver-te Mar"                                                                    | Carlinhos Brown Michael Sullivan                |         |  |
| 7.             | "Amantes Cinzas / O Jogo das Rimas II" (participação especial: Carlinhos Brown) | Brown Arnaldo Antunes Balla Leitte Mikael Mutti |         |  |
| 8.             | "Insolação do Coração"                                                          | Brown Sullivan                                  |         |  |
| Duração total: | Duração total:                                                                  | Duração total:                                  | 43:33   |  |

| Bônus          |                                                                             |          |  |
| N.º            | Título                                                                      | Duração  |  |
| 1.             | "Pensando em Você" (Videoclipe) (participação especial: Henrique Cerqueira) |          |  |
| 2.             | "Making Of"                                                                 |          |  |
| Duração total: | Duração total:                                                              | 01:03:00 |  |

## Extended play
Ver-te Mar Ao Vivo é o segundo extended play lançado pela banda brasileira Babado Novo. O EP foi lançado apenas para download digital. Contém as 8 faixas ao vivo do DVD Ver-te Mar.
| Lista de faixas |                                                           |                                  |         |  |
| N.º             | Título                                                    | Compositor(es)                   | Duração |  |
| 1.              | "Bola de Sabão"                                           | Ramon Cruz                       | 3:25    |  |
| 2.              | "Pensando em Você"                                        | Henrique Cerqueira               | 3:59    |  |
| 3.              | "Stay"                                                    | Claudia Leitte Sérgio Rocha      | 3:47    |  |
| 4.              | "A Camisa e o Botão"                                      | Jauperi Tenison Del Rey          | 3:49    |  |
| 5.              | "Doce Paixão"                                             | Cruz                             | 3:58    |  |
| 6.              | "Ver-te Mar"                                              | Carlinhos Brown Michael Sullivan | 3:51    |  |
| 7.              | "Amantes Cinzas" (participação especial: Carlinhos Brown) | Brown Arnaldo Antunes            | 3:19    |  |
| 8.              | "Insolação do Coração"                                    | Brown Sullivan                   | 3:13    |  |
| Duração total:  | Duração total:                                            | Duração total:                   | 27:21   |  |

## Singles
- (2007) - "Insolação do Coração"
- (2007) - "Doce Paixão"
- (2007) - "Pensando em Você"

## Videoclipes
- Doce Paixão
- Pensando em Você (videoclipe bônus do DVD)

## Desempenho comercial

### CD
| Tabela Musical (2007)        | Melhor posição |
| ---------------------------- | -------------- |
| Brasil (TOP 20 Semanal ABPD) | 1              |

| Tabela Musical (2007)        | Melhor posição |
| ---------------------------- | -------------- |
| Brasil (TOP 20 Semanal ABPD) | 1              |

| País (Provedor) | Disco Especifico | Certificação | Vendas  |
| --------------- | ---------------- | ------------ | ------- |
| Brasil (ABPD)   | CD               | Ouro         | 70.000+ |
| Brasil (ABPD)   | CD/DVD           | Ouro         | 59.000+ |

## Histórico de Lançamento
| País   | Data                    | Formato(s)          | Gravadora       |
| ------ | ----------------------- | ------------------- | --------------- |
| Brasil | 19 de dezembro de 2006  | CD download digital | Universal Music |
| Brasil | 16 de fevereiro de 2007 | CD/DVD              | Universal Music |
| Brasil | 17 de setembro de 2007  | EP                  | Universal Music |
| Brasil | 9 de novembro de 2008   | CD (musicpac)       | Universal Music |